# Hopelessly Devoted to You
«Hopelessly Devoted to You» es un sencillo escrito por John Farrar. Fue originalmente interpretado por Olivia Newton-John en la película Grease. La canción fue nominada a un Óscar por Mejor Canción Original, perdiendo por «Last Dance» de Thank God It's Friday en la premiación de 1978.
Newton-John interpretó la canción en los Premios Óscar de 1978. Alcanzó la posición 3 en el Billboard Hot 100 y el número 7 en la tabla Easy Listening. En la tabla del país, "Hopelessly Devoted to You" alcanzó la posición 20 y permaneció allí durante 2 años, siendo la primera canción en lograrlo. La canción es similar a 'I Only Live To Love You' de Cilla Black.
La canción no era parte de la producción musical original (y fue reemplazada con el estándar de 1950 «Since I Don't Have You» para la producción de 1994), pero fue añadida a la lista a la producción de 2007 e incluida en la presentación de 2016 Grease: Live, interpretada por Julianne Hough.

## Otras versiones
- En 1996, la canción fue versionada para el álbum Greased por Less Than Jake.
- En 2001, el grupo femenino juvenil sueco de pop Play versionó esta canción para el álbum Us Against the World.
- En 2003, el grupo femenino irlandés Girls Aloud grabó una versión para el especial de TV Greasemania.
- Una versión de la canción fue interpretada por el personaje de Kristin Chenoweth, Olive Snook, en 2007, en Pushing Daisies, episodio Dummy.
- En 2008 el tema fue lanzado en castellano por la cantante española Edurne bajo el título "Sigo enamorada de ti".
- La canción apareció en 2012 en la serie de televisión Glee, en el episodio, The Role You Were Born to Play. Fue interpretada por Darren Criss en el personaje Blaine Anderson.
- En 2017, una adolescente de Cornwall, Daisy Clark, lanzó la canción en Spotify y iTunes teniendo casi 6 millones de visitas en Facebook en la plataforma Music Crowns.
- En junio de 2017, Paul Cham versionó la canción para el programa Upcoming Teleserye.
- En 2020, la canción se vuelve viral debido a los videos cortos de la plataforma TikTok.
- En 2022, el cantante británico Harry Styles interpreta una versión en su gira Love on Tour, en la noche de Halloween, vestido de John Travolta.
- En 2024, la cantante Sabrina Carpenter interpreta una versión en su gira Short n' Sweet Tour, en la noche de Halloween, vestido de Olivia Newton-John.